# Pittosporum bouletii
Pittosporum bouletii är en tvåhjärtbladig växtart som beskrevs av J.-m. Veillon och C. Tirel. Pittosporum bouletii ingår i släktet Pittosporum och familjen Pittosporaceae. Inga underarter finns listade.